# Super Robot Wars Z
Super Robot Wars Z (スーパーロボット大戦Z?) è un videogioco per PlayStation 2, parte della serie di titoli Super Robot Wars della Banpresto. Il videogioco è stato pubblicato il 25 settembre 2008 esclusivamente in Giappone.
Si tratta del primo titolo della serie Super Robot Wars ad essere pubblicato direttamente dalla Namco Bandai (senza tenere conto dei vari spin-off, conversioni e remake) ed è anche il videogioco ad avere il maggior numero di serie al proprio debutto. Il videogioco lascia intendere di essere il primo di una serie di titoli, simile alla serie avviata con Super Robot Wars Alpha. In Giappone è stato il ventesimo gioco più venduto del 2008.
Fanno il loro debutto in questo titolo: Super Dimensional Century Orguss, Super Heavy God Gravion, Super Heavy God Gravion Zwei, Genesis of Aquarion, Psalm of Planets Eureka Seven, Overman King Gainer, Space Warrior Baldios, Space Emperor God Sigma, The Big-O: 2nd Season